# Brotogeris pyrrhoptera
El periquito cachetigrís, periquito macareño o catita macareña (Brotogeris pyrrhoptera) es una especie de ave del género Brotogeris, de la familia de los loros (Psittacidae).

## Distribución
Es endémico de la costa central y meridional del Ecuador, más precisamente en el municipio de Macará, perteneciente a la provincia de Loja; y del extremo norte del Perú.

## Estado de Conservación
Está clasificada como una especie en peligro de extinción por la UICN; en 1995 se estimó su población en unos 15000 ejemplares en estado silvestre. Su principal amenaza es su captura para el comercio internacional de mascotas y la destrucción de hábitat.
Categorizado como vulnerable en el Libro Rojo de las Aves de Ecuador.[cita requerida]

## Observación
Se puede observar y fotografiar esta especie en el Jardín Botánico de Guayaquil donde existe aun una población en estado silvestre.

## Galería de fotos

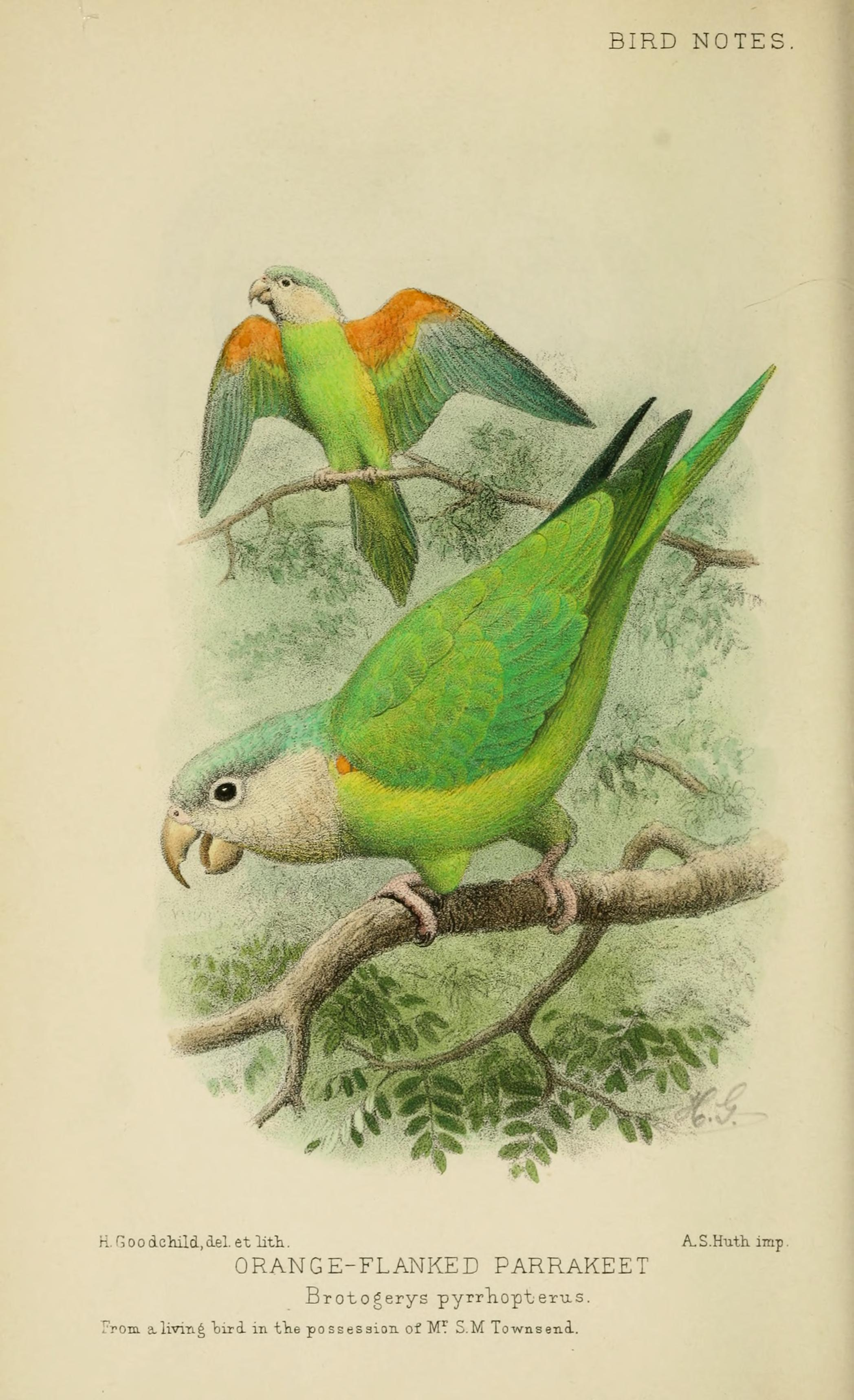
Brotogeris pyrrhoptera
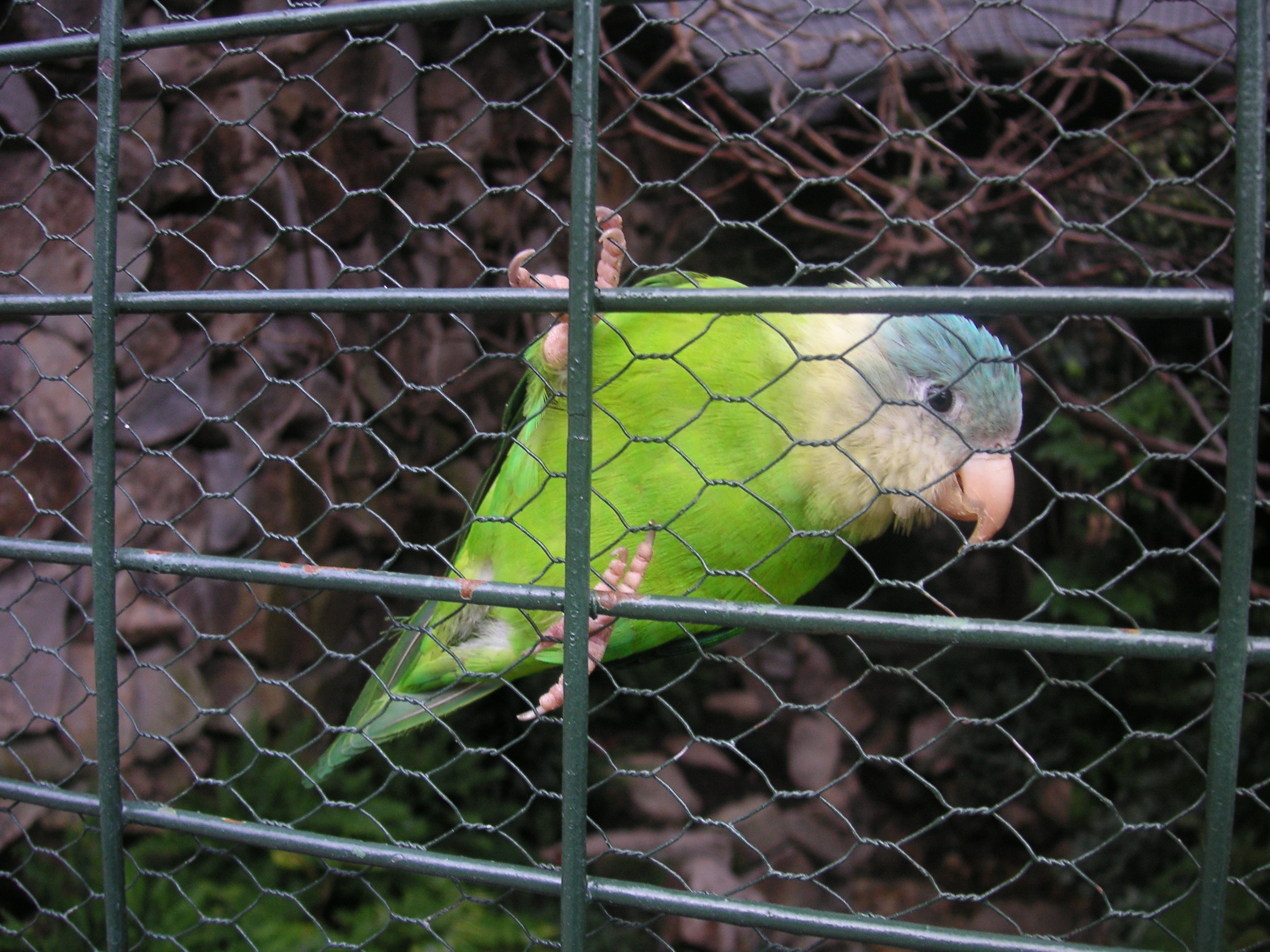
En cautividad en Cuenca (Ecuador)